# هکنی، لندن
هکنی (به انگلیسی: Hackney) یک بخش در شرق و شمال شرقی لندن است که در منطقه هکنی لندن واقع شده‌است.